# L'Exploitée
L'Exploitée est un périodique de Suisse romande fondé par Margarethe Faas-Hardegger destiné aux ouvrières. Son nom complet est « L'Exploitée : organe des femmes travaillant dans les usines, les ateliers et les ménages ». Il est publié du 1er mai 1907 à octobre 1908.

## Contexte historique et féministe
En Suisse, beaucoup de mouvements féministes ont vu le jour au XIXe siècle dans le but d'améliorer la position sociale, politique et civile des femmes.
Les ouvrières suisses sont victimes d'inégalités salariales en ce qui concerne le salaire et les conditions de travail. À la fin du XIXe siècle, la Suisse compte plusieurs associations défendant les droits des femmes travailleuses comme l'Union suisse des ouvrières (appelée aussi la Fédération suisse des ouvrières) et ses 3 000 adhérents en 1906. Ses revendications prioritaires sont l'amélioration des assurances sociales, la protection des femmes enceintes et dès 1893, le suffrage féminin. Mais selon les opinions antiféministes « le vote des femmes c'est la fin de la féminité et de la famille ». Elle dénonce également la double charge de travail et du ménage pour les ouvrières.
Cette organisation rejoint l'Union syndicale suisse (USS) entre 1904 et 1908. En 1902, elle obtient auprès du congrès de l'union syndicale la création d'un secrétariat chargé de centraliser l'agitation des travailleuses.
Les ouvrières ne peuvent pas rejoindre de syndicat mixte puisque ceux-ci, comme dans d'autres pays, excluent les femmes de leurs corporations — espérant ainsi se débarrasser de la concurrence féminine. L'association regroupe donc des travailleuses à domicile, des employées de maison, des blanchisseuses, des repasseuses, des travailleuses du textile, du tabac, et du papier.

## Fondatrice
Margarethe Faas-Hardegger, anarchiste, syndicaliste et féministe est la secrétaire syndicale féminine de l'USS entre 1905 et 1909 et donne à l'Union suisse des ouvrières une notoriété politique. Elle doit défendre les points de vue des travailleuses dites « marginales » car l'USS privilégie les sections syndicales créées dans les branches fortes de l'industrie : métallurgie, horlogerie et imprimerie.
Elle crée deux journaux féministes libertaires pour défendre ses idées : Die Vorkämpferin, publié de 1906 à 1920 et l'équivalent allemand de L'Exploité, créé après la grève des cigarières à Yverdon dans le canton de Vaud en 1907. Des ouvrières s'y opposent à leur patron qui refuse la création d'un syndicat en bloquant l'entrée de la fabrique Vautier Frères & Cie.
Margarethe est convaincue de la nécessité de lutter pour des thèmes propres aux femmes en insistant sur l'éducation sexuelle, la contraception et la liberté de l'avortement. Elle souhaite également délivrer les femmes du double enfermement de l’usine et de la nature féminine où elles sont incarcérées.

## La revue
L'Exploitée est le seul journal syndical francophone adressé aux femmes qui ait jamais paru en Suisse jusqu'en 1997. Il est lancé à 10 000 exemplaires en 1907 grâce aux nombreuses conférences de Margarethe en Suisse romande/ 18 numéros se succèdent, tous les premiers dimanches de chaque mois. Tous ont été réédités à Genève par les Éditions Noir en 1977.
Parmi les journaux féministes du début du siècle, L'Exploitée et Die Vorkämpferin sont des exceptions qui défendent vivement les idées néo-malthusiennes. Ces idées préconisent les pratiques anticonceptionnelles puisqu'il y aurait un danger de surpopulation de la planète. Pour pallier cela, la doctrine préconisait la limitation des naissances par la chasteté et le recul de l'âge du mariage.
Les thèmes abordés dans la revue sont variés et tous reliés à la cause féminine.
Elle aborde le suffrage féminin, l'action directe, le pacifisme, la contraception, la question sexuelle, le droit à l'avortement. ainsi que la double misère des femmes, au travail et dans la famille, des tentatives de sortir de cette misère, en Suisse et ailleurs. Ces sujets y sont naturellement abordés alors qu'il n'y a pas un mot sur l'avortement dans d'autres journaux de l'époque.
Faute de fonds, la version française est abandonnée en 1908 tandis que le Die Vorkämpferin continue d'être publié jusqu'en 1920. L'Exploitée tirait pourtant, comme la version allemande 2 400 exemplaires en moyenne.